# ЗИЛ
„Завод имени Лихачёва“ (съкратено ЗИЛ или ЗиЛ) е бивш машиностроителен завод в Москва, Русия.
Той е производител на тежки автомобили и бойни машини като камиони, автобуси, танкове и лимузини.
Основан е през 1916 г. под името АМО, през 1931 г. е преименуван на ЗИС (Завод имени Сталина), а през 1956 г. – на ЗИЛ. Закрит е през 2013 г.

## Лимузини
- ЗИС-101 (1936)
- ЗИС-110 (1942)
- ЗИС-115
- ЗИЛ-111 (1958)
- ЗИЛ-114
- ЗИЛ-117
- ЗИЛ-4104
- ЗИЛ-41047
- ЗИЛ-4105

## Камиони
- ЗИЛ-130
- ЗИЛ-131
- ЗИЛ-157

## Разни
- ЗИС-152 (бронетранспортьор)
- ЗИС-458 амфибия
- ЗИС-4906 амфибия
- ЗИЛ-41047 лимузина
- ЗИЛ-41041 седан